# Прелуки
Прелуки (пол. Prełuki) — лемківське село в Сяноцькому повіті Підкарпатського воєводства Республіки Польща. Належить до гміни Команча.

## Розташування
Знаходиться на річці Ослава — лівої притоки Сяну за 15 км від кордону зі Словаччиною, за 7 км на південний-схід від адміністративного центру гміни Команчі, 21 км на південь від адміністративного центру повіту Сяніка і 75 км на південь від адміністративного центру воєводства Ряшева.

## Назва
В ході кампанії ліквідації українських назв у 1977–1981 роках село називали Пшеленч (пол. Przełęcz).

## Історія
Село засноване 1557 року попом Залєпкою. В податковому реєстрі 1565 р. значаться 12 кметів  на волоському праві зі звільненням від податків ще на 16 років. До 1772 входило до складу Руського воєводства, землі Сяноцької. 
У 1831 році збудовано чергову дерев'яну церкву святого Миколая. У 1888 році село нараховувало 46 господарств і 316 мешканців (українців-грекокатоликів), а в 1898 році село нараховувало 48 господарств і 356 мешканців.
Через село пролягала Бескидська лісова залізниця, яка після Першої світової війни більше не використовувалась. До 1918 р. село входило до Сяніцького повіту, Королівства Галичини і Володимирії.
У 1918–1919 роках село разом з іншими 33 селами увійшло до складу Команчанської Республіки. Далі село входило до Сяніцького повіту Львівського воєводства.

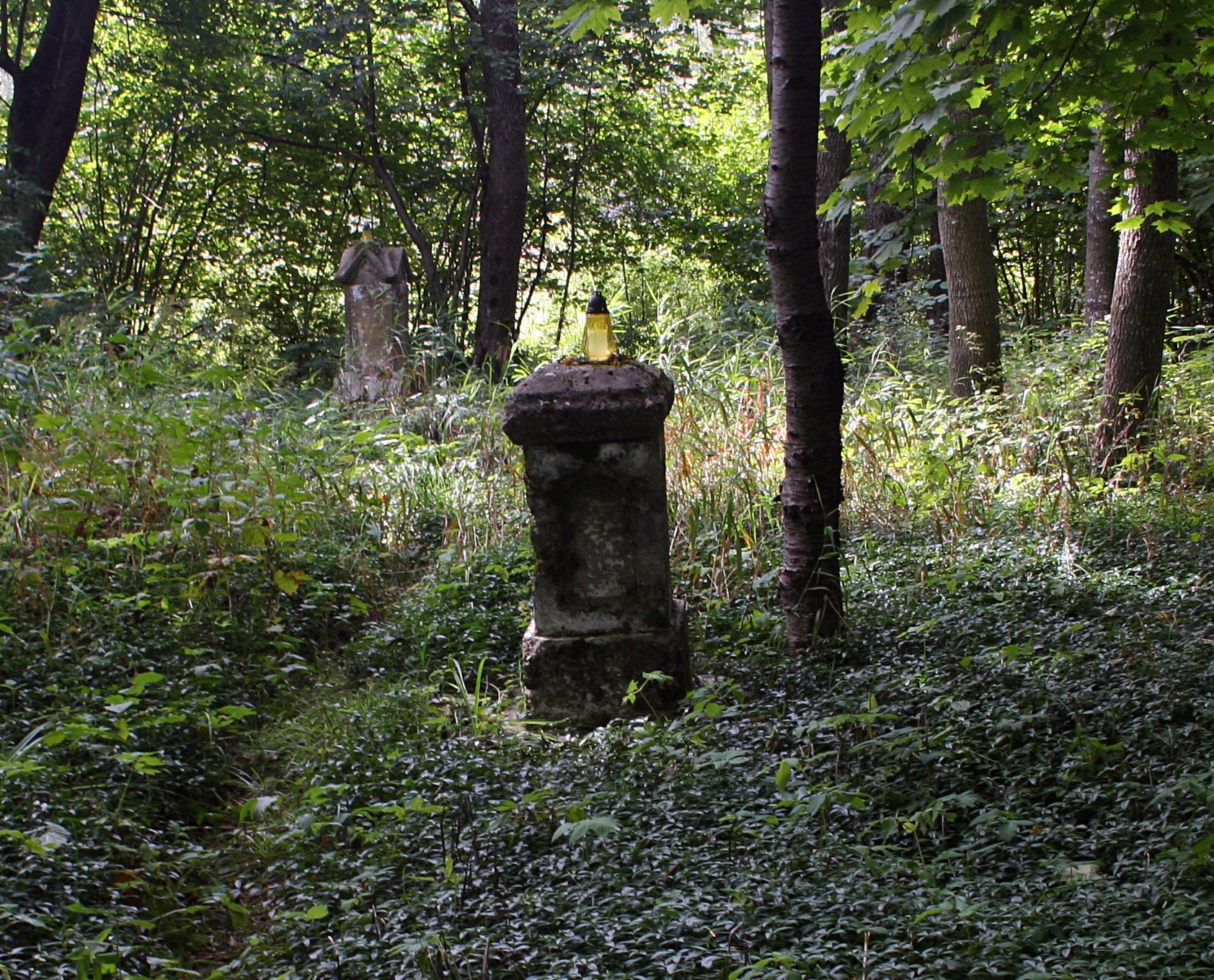
Рештки цвинтаря

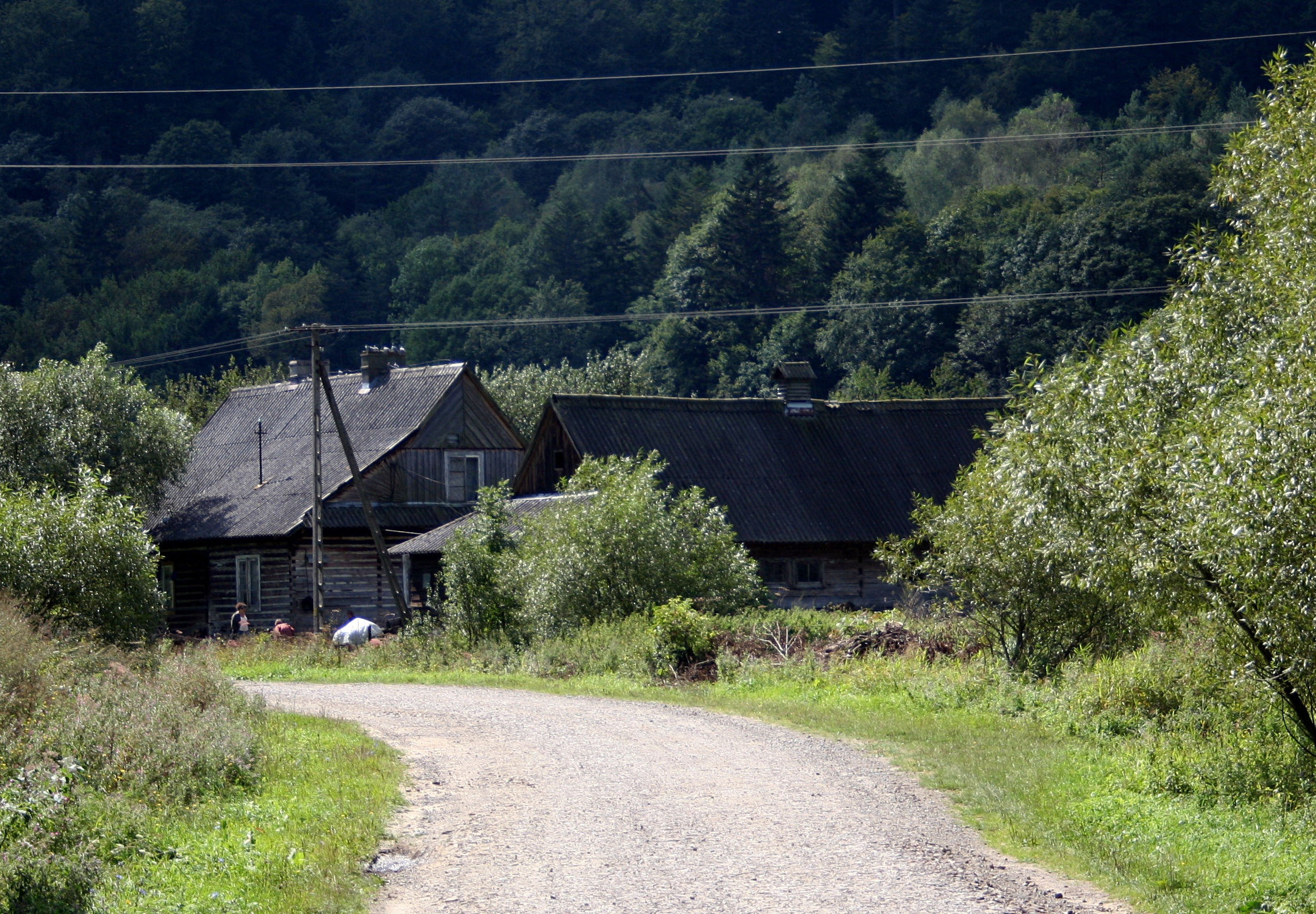
Фрагмент села

До виселення лемків у 1945 році в СРСР та депортації в 1947 році в рамках акції Вісла у селі була греко-католицька парафія Лупківського деканату Перемиської єпархії.
Після Другої світової війни частину лемків вивезли в СРСР, решту під час операції «Вісла» депортували на понімецькі землі. Внаслідок післявоєнного виселення українців село спустіло, а хати з церквою знищено.